# Ismail Haron
Ismail Haron (nombre de nacimiento: Ismail bin Harun) (Killiney Road, 13 de mayo de 1946 - 9 de abril de 2012), fue un cantante singapurés.

## Biografía
En 1967, empezó su carrera musical contando con el apoyo del sello de Panda Records, entre sus canciones más conocidas son "Ini-lah Tangisan Hati", "Impian Suchi", "Gadis Peladang" y "Mengusek Mambang". Ese mismo año, publicó otra colección, esta vez bajo el sello Eagle, con algunas canciones cantandas en malayo en la que ha reeditado temas musicales que fueron éxitos entre cantantes británicos, incluyendo "Smile pasado" ("Green, Green Grass of Home"), "Home In Me "," Let Love " (" Hang On Sloopy ") y " Come Dancing "(" La Bamba "). En 1968 lanzó un álbum con una recopilación, titulado "Jangan Marah Lili" en la que contiene una cancionero popular como "Enam Belas Lilin", en que fue una de las más favoritas en su época en las 15 posiciones de las listas de los rankings musicales malayos.

## Temas musicales
- Dendamku Kerana Maria
- Ku Tiada Minta Lahir Di Dunia
- La Au Be - Ismail Haron & Anita
- Mustafa - Ismail Haron & Anita
- Sandiwara Dunia